# María del Carmen Llasat Botija
María del Carmen Llasat Botija és una científica i professora, catedràtica de Física de l'Atmosfera del Departament de Física Aplicada de la Universitat de Barcelona.
Doctora en Ciències Físiques per la Universitat de Barcelona gràcies a la tesi Episodis de pluges copioses a Catalunya: gènesi, evolució i factors coadjuvants (1987), la seva recerca es desenvolupa al voltant dels riscos naturals d'origen meteorològic (incendis, inundacions, temps violent), recursos hídrics i a l'impacte del canvi climàtic. Dirigeix el Grup d'Anàlisi de situacions Meteorològiques Adverses (GAMA) i és membre del Comitè Científic de l'Observatori del Canvi Climàtic als Pirineus (OPCC), membre del comitè directiu del Mediterranean Experts on Climate and Environmental Change i membre del Consell Assessor per al Desenvolupament Sostenible de la Generalitat de Catalunya. Amb el seu equip van llançar una aplicació que permet pujar i consultar dades sobre l'impacte dels riscos naturals i del canvi climàtic, punts de vulnerabilitat i mesures i bones pràctiques.
Va ser la primera dona de l'estat espanyol a liderar una secció, en aquest cas Natural Hazards, de la Unió Europea de Geociències, i va ser coordinadora internacional del grup de treball Heavy Rains del programa AMHY/FRIEND de la Unesco i del Working Group of Social Impacts Research dels projectes MEDEX i HYMEX, recolzats per l'Organització Meteorològica Mundial. Va ser editora en cap de la revista Natural Hazards and Earth System Science. Va ser distingida amb la Creu de Sant Jordi 2022. El 2023 va rebre el Premi Acció Climàtica atorgat pel Col·legi d'Enginyers BCN.